# Erich von Stroheim
(Abel Gance in un'intervista a Jacques Rivette e François Truffaut in Cahiers du Cinéma, n. 42, gennaio 1955)
Erich von Stroheim, nato Erich Oswald Stroheim (Vienna, 22 settembre 1885 – Maurepas, 12 maggio 1957), è stato un attore, regista e sceneggiatore austriaco naturalizzato statunitense, attivo nella prima metà del Novecento. Grazie ai ruoli da cattivo, magistralmente interpretati, si è conquistato l'epiteto di l'uomo che si ama odiare.

## Biografia
Il mondo aristocratico e militare esercitò sul giovane Erich, figlio di un cappellaio viennese ebreo, un grande fascino, tanto che a Hollywood egli ritagliò per sé l'immagine del giovane rampollo di nobile famiglia, mutando il proprio nome in "Erich Oswald Hans Carl Maria Stroheim Graf von Nordenwald". Il quadro fu completato dall'affermazione di aver servito nella cavalleria in qualità di ufficiale, cosa che appunto gli procurò, all'inizio della sua carriera, molti ruoli da ufficiale e poi, durante la seconda guerra mondiale, da nazista.
I suoi esordi furono faticosi: dopo il trasferimento negli Stati Uniti nel 1909, si guadagnò da vivere come lavoratore a giornata ed ebbe i suoi primi contatti con la nascente industria del cinema californiana nel 1914. Le sue prime esperienze furono ruoli di comparsa e stuntman, tra l'altro nei capolavori di D. W. Griffith Nascita di una nazione (1915) - durante le cui riprese si procurò una frattura alla costola saltando dal tetto di una casa - e Intolerance (1916). Nel film Old Heidelberg (1915), di John Emerson, fu assunto come consulente tecnico per la sua conoscenza di questioni militari ed ebbe anche una parte secondaria. A questa seguirono nuovi ruoli, soprattutto di ufficiale tedesco o austriaco.
Con l'entrata in guerra degli Stati Uniti nel primo conflitto mondiale contro l'impero tedesco e austro-ungarico, l'industria del cinema era alla costante ricerca di attori che potessero corrispondere all'idea del cattivo teutonico presso il grande pubblico. L'immagine di von Stroheim, così severa, poté accordarsi molto bene con questo ideale. Fece scalpore in una scena del film The Heart of Humanity (1918) di Allen Holubar, nel ruolo di un terribile ufficiale tedesco che violentava un'infermiera e gettava dalla finestra un bambino piangente.
Con la fine della prima guerra mondiale terminò la richiesta di questi ruoli, e von Stroheim si dedicò alla regia. Nel primo film da lui diretto, Mariti ciechi (1919), portò sullo schermo un breve racconto, scritto da lui stesso, su un fatale triangolo amoroso ambientato nell'alta società europea. Il film fu un notevole successo commerciale e gli procurò nuovi contratti di regia per gli Universal Studios. Il suo primo grande capolavoro fu Femmine folli (1921).
La sua crescente e maniacale attenzione per il dettaglio, e il conseguente aumento dei costi e della durata dei tempi di ripresa, furono causa di continui problemi con gli studi di produzione. Si dice che, durante una ripresa, Stroheim abbia avuto un eccesso d'ira perché un campanello non funzionava, nonostante si trattasse di un film muto. Un'altra volta fece ripetere un'impegnativa scena di massa perché un cameriere sullo sfondo non indossava i guanti bianchi. Questi eccessi raggiunsero il culmine durante le riprese del film Rapacità (1923). Von Stroheim volle addirittura filmare il romanzo di Frank Norris McTeague seguendolo parola per parola e girandolo nei luoghi originari, in California. Il risultato fu un film composto da 42 rulli per una durata di 8-10 ore. Questa versione fu però mostrata un'unica volta in una proiezione privata. Lo studio ne interruppe la distribuzione e abbreviò il film a una durata di due ore.
Von Stroheim fu molto contrariato da questi tagli, ma non abbandonò il suo stile di regia costoso, motivo per il quale, nonostante alcuni film di successo, fu sempre meno richiesto. Il suo più grande successo al botteghino fu l'adattamento cinematografico da lui voluto dell'operetta di Franz Lehár La vedova allegra (1925). Stroheim detestava lo star system, ma la Metro-Goldwyn-Mayer lo costrinse ad affidare le parti principali a Mae Murray e John Gilbert. Grazie a questo successo, von Stroheim ebbe di nuovo carta bianca e poté realizzare il film Sinfonia nuziale (1926) secondo i propri desideri. Ci furono nuovamente problemi con i produttori e il film rimase incompiuto. In quest'opera Fay Wray - nota negli anni trenta come attrice di film horror, ma soprattutto come la donna rapita da King Kong - interpretò il suo primo ruolo da protagonista. Nel 1928 Von Stroheim iniziò a girare il suo ultimo film muto, l'operetta-melodramma La regina Kelly, ma la produttrice e attrice protagonista Gloria Swanson lo licenziò poiché egli,  soltanto per la scena d'apertura, aveva impiegato quattro ore di materiale. Il film rimase dunque incompiuto e le scene già girate furono mostrate per la prima volta al pubblico nel 1985 in una versione restaurata.
Nel 1932 von Stroheim ebbe di nuovo la possibilità di dirigere un film, Scendendo lungo Broadway, la sua prima pellicola sonora. Ancora una volta, il suo modo di girare si scontrò con la più totale incomprensione della produzione. Fra l'altro, si disse che il film, per la rappresentazione esplicita dei conflitti tra gli uomini, fosse più che altro adatto a una proiezione in un congresso di psicoanalisti. Alcune scene furono tagliate, altre furono girate da registi diversi. Il titolo venne modificato in Hello, sister! e l'opera venduta sottocosto come film di serie B e intermezzo, senza nessun regista accreditato.
La sua fama di regista era dunque definitivamente compromessa e von Stroheim tornò davanti alla cinepresa solo come attore, recitando, tra l'altro, nel ruolo di marito di Greta Garbo nel film Come tu mi vuoi (1932). Dal 1936 ebbe difficoltà a trovare nuovi ruoli a Hollywood e si trasferì in Francia. La successiva occupazione tedesca lo costrinse a trascorrere gli anni del conflitto nuovamente negli Stati Uniti. Von Stroheim era infatti sulla lista nera dei nazisti, anche a causa delle sue origini ebraiche. I suoi ruoli più importanti di questo periodo sono quello del capitano von Rauffenstein nel capolavoro di Jean Renoir La grande illusione (1937) e l'interpretazione del feldmaresciallo Erwin Rommel nel film I cinque segreti del deserto (1943) di Billy Wilder.
Wilder lo volle poi anche nel film Viale del tramonto (1950), nel ruolo di un regista di film muti ormai rovinato che, alla fine della sua carriera, lavora come autista per una senescente diva di Hollywood, interpretata da Gloria Swanson. Per questo ruolo von Stroheim ebbe una candidatura all'Oscar al miglior attore non protagonista. Dopo la fine della seconda guerra mondiale tornò in Europa e, poco prima della sua morte, fu insignito dal governo francese della Cavalierato della Legion d'onore.

## Il linguaggio cinematografico di von Stroheim
Von Stroheim fu il terzo grande maestro del cinema muto a Hollywood, dopo Charlie Chaplin e Buster Keaton, erede di David Wark Griffith. Egli fu il più accanito sostenitore del cinema come arte grandiosa e colossale, basata sulla messa in scena sfarzosa e accuratissima, con enormi scenografie per lungometraggi di durata titanica. Il suo gigantismo mise in difficoltà tutti i produttori con i quali lavorò (prima la Universal poi la MGM), venendone prima esaltato e poi distrutto. I produttori infatti crearono su di lui una sorta di leggenda, suffragata da una finta biografia che lo voleva nobile europeo, ricco e decadente, in fuga da Vienna.
Nei suoi capolavori, in particolare Rapacità, il realismo e le continue metafore visive sono fuse in un tutt'uno: le scenografie infatti ricostruivano in studio un'intera strada di San Francisco come appariva nell'Ottocento con estrema precisione, mentre le singole inquadrature erano cariche di simboli e metafore che esplicitavano il senso della storia e lo stato d'animo dei personaggi. Von Stroheim usò la profondità di campo, difformemente dalla tendenza americana a preferire immagini meno ricche di dettagli e quindi più semplici per lo spettatore.
Sfruttandola egli poté riempire le inquadrature di più sensi, dove lo sfondo poteva rappresentare il contrario di quello che si stava rappresentando, contraddicendo l'avanpiano (il soggetto vicino alla cinepresa): così se magari si mostra una scena lieta, uno sfondo tetro e spettrale ne denuncia la reale connotazione negativa. Tipico è l'esempio in Rapacità del matrimonio dei protagonisti, dove si vede un funerale passare davanti alla finestra. Il suo occhio crudele e intenso farà da scuola a tutto il cinema d'autore successivo sia statunitense che europeo; indiscussi maestri su entrambe le sponde dell'Atlantico come Orson Welles e Jean Renoir raccoglieranno la sua eredità rielaborando e sviluppando ulteriormente la tecnica dei "conflitti" nell'inquadratura.

## Galleria d'immagini

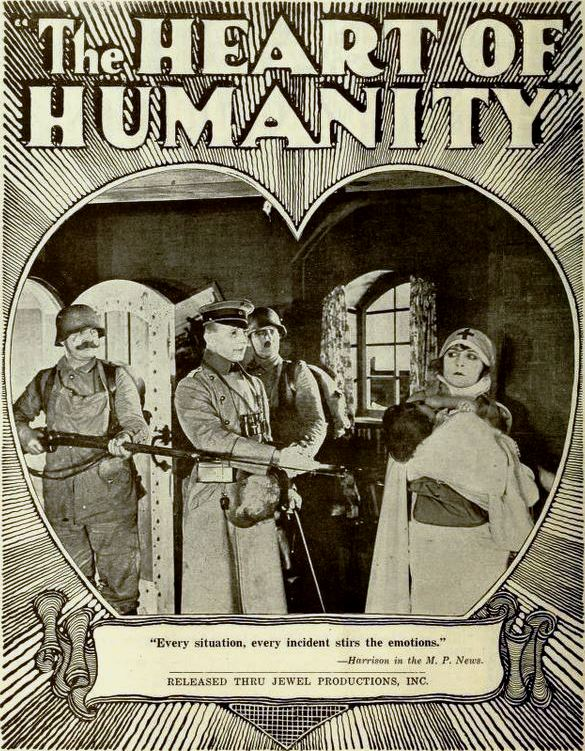
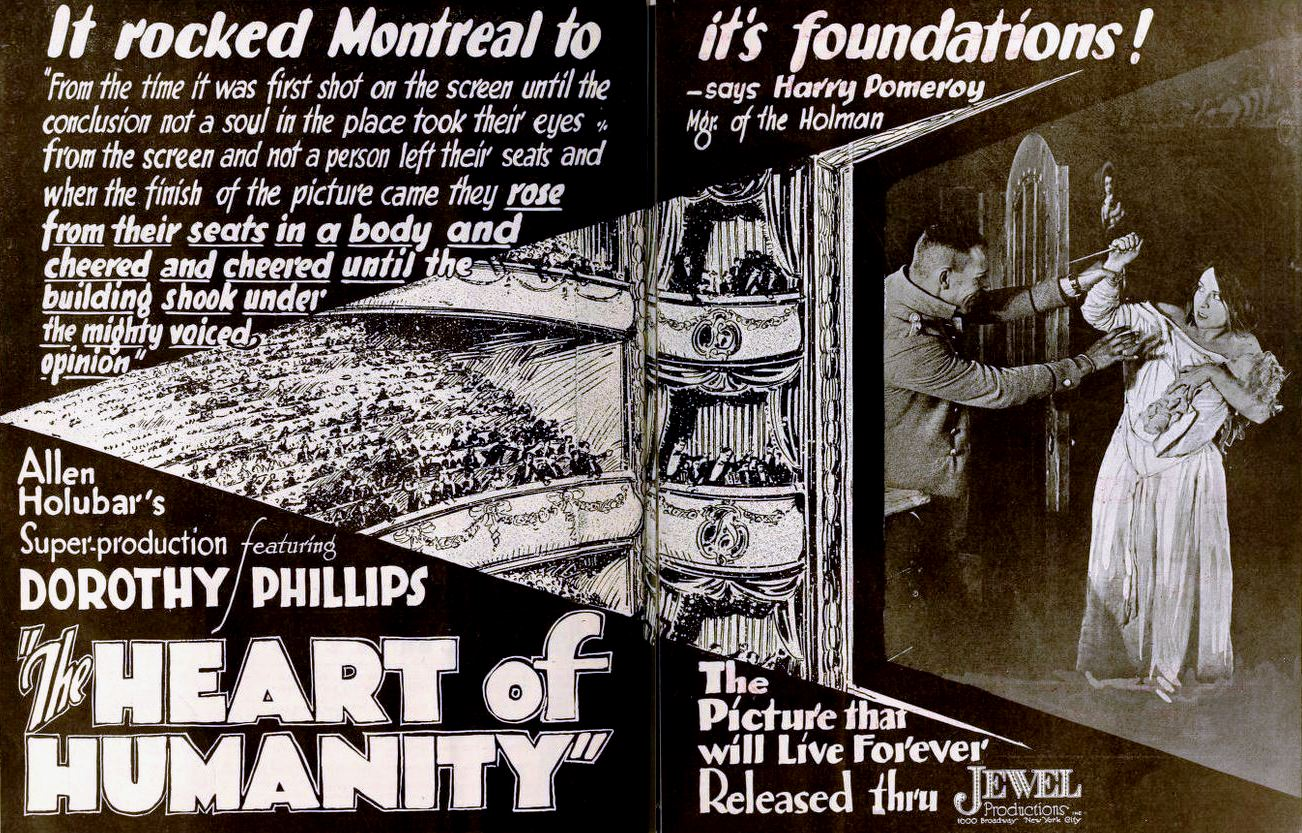
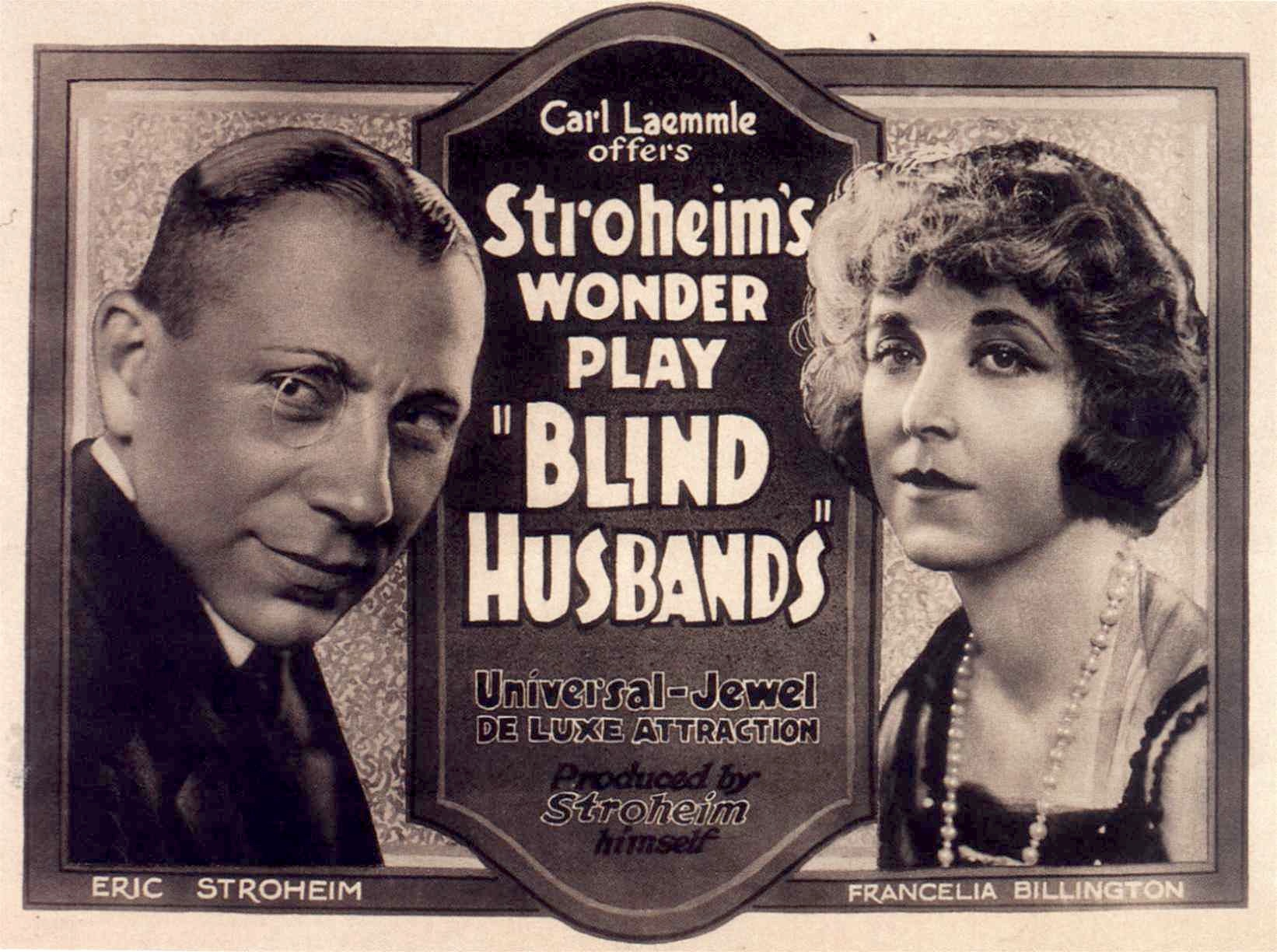
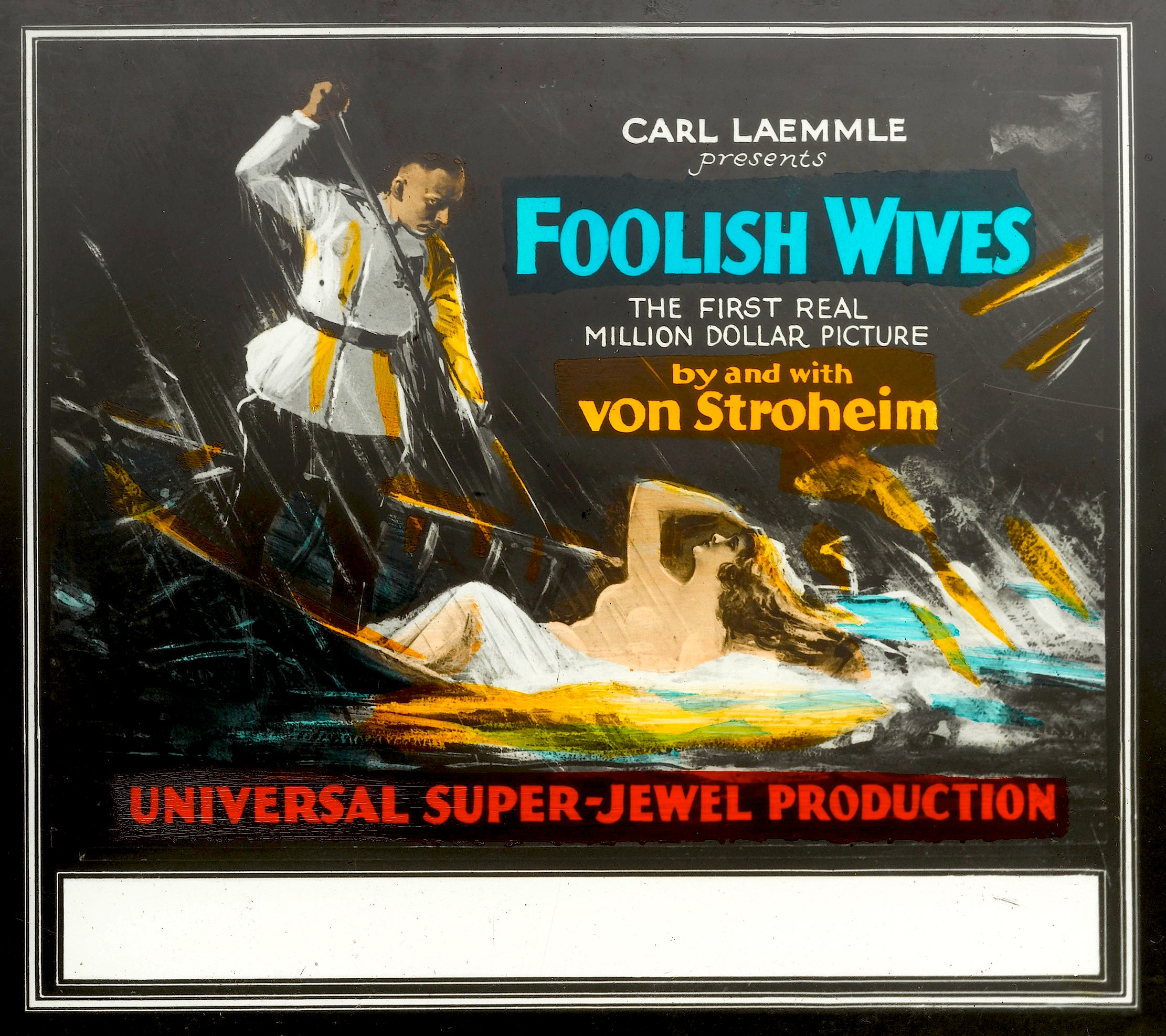
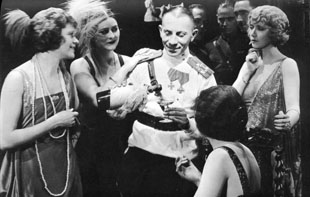
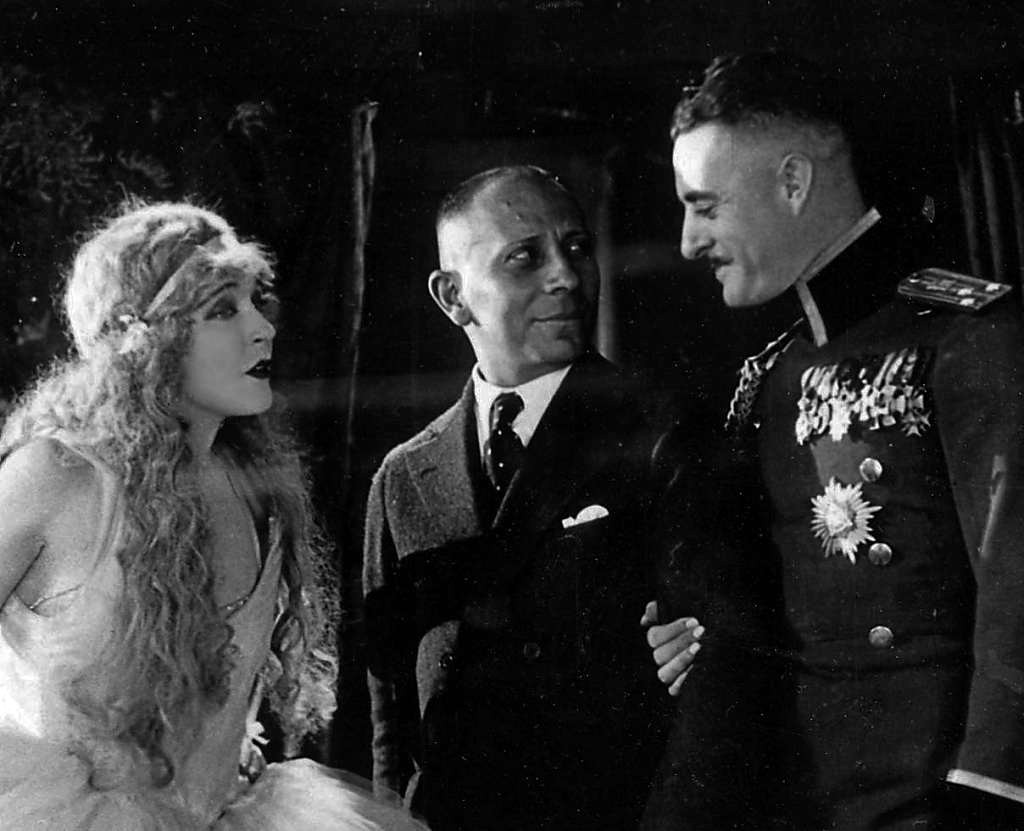
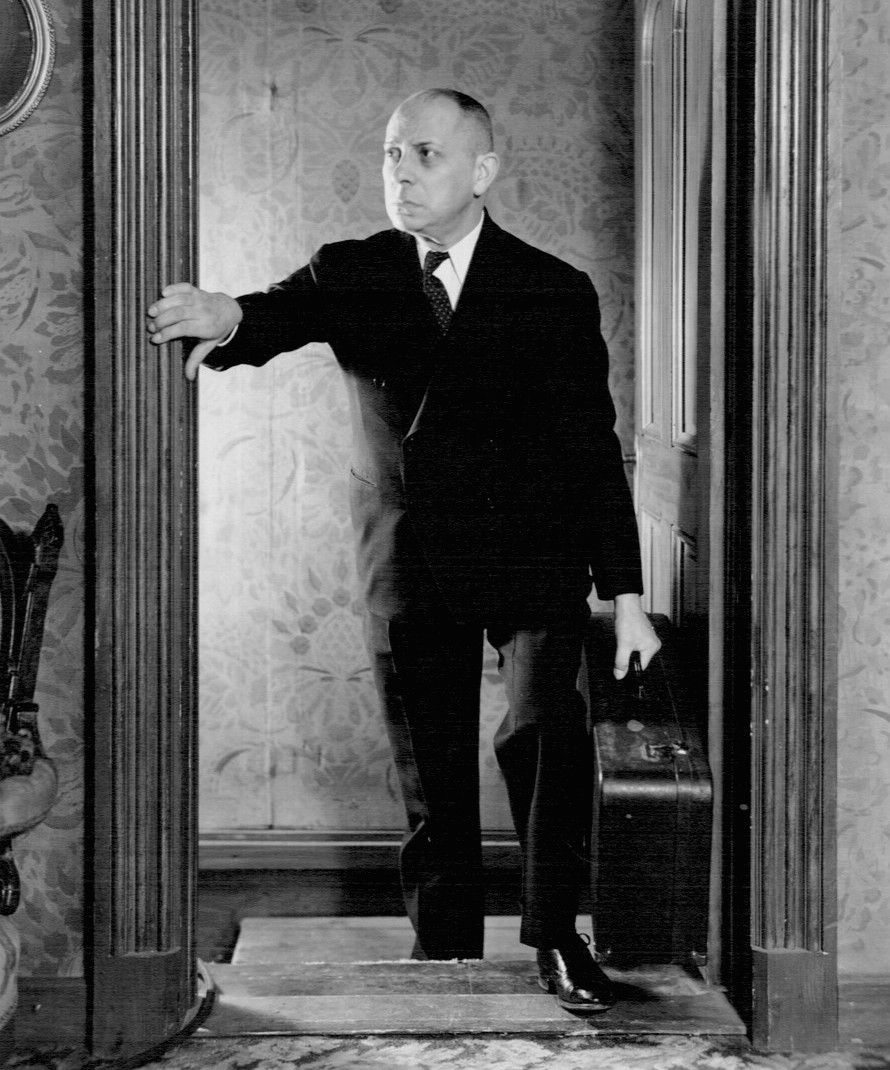
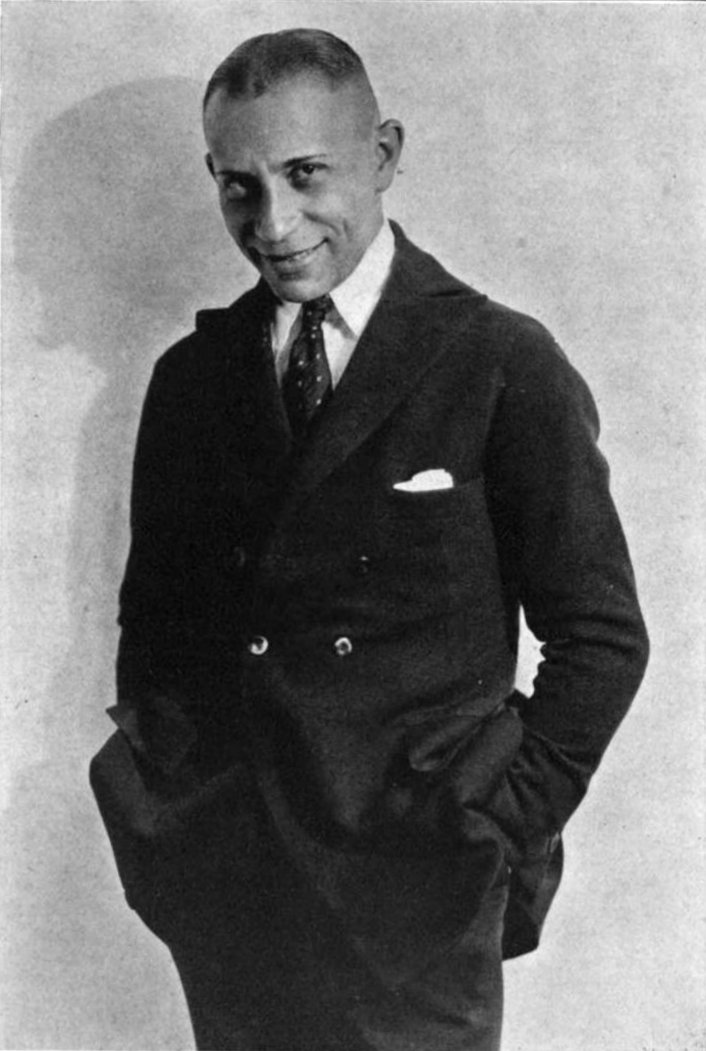
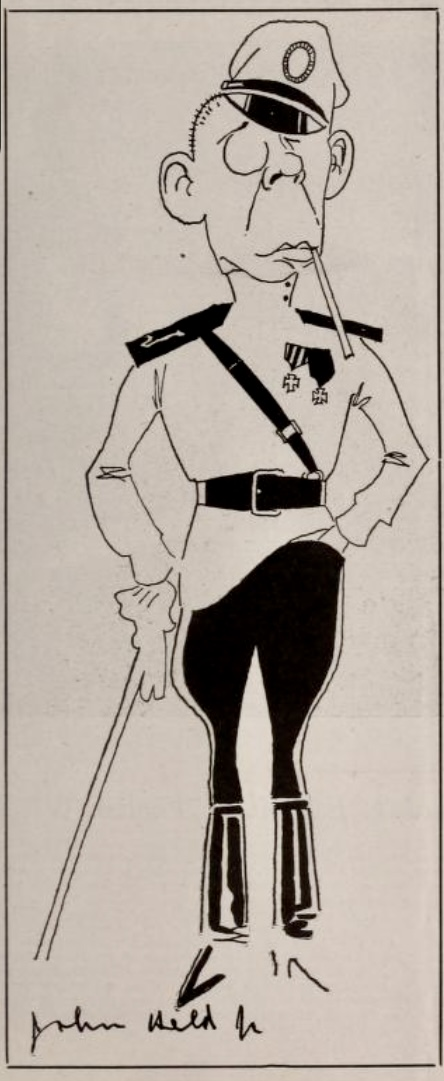

## Filmografia

### Regista
- Mariti ciechi o La legge della montagna (Blind Husbands) (1919)
- Il grimaldello del diavolo (The Devil's Passkey) (1920)
- Femmine folli (Foolish Wives) (1922)
- Donne viennesi (Merry Go-round) (1923)
- Rapacità (Greed) (1924)
- La vedova allegra (The Merry Widow) (1925)
- Sinfonia nuziale (The Wedding March) (1926-1928)
- Luna di miele (The Honeymoon) (1928)
- La regina Kelly (Queen Kelly) (1929)
- Il gran Gabbo (The Great Gabbo), co-regia James Cruze (1929) - non accreditato
- Scendendo lungo Broadway (Walking Down Broadway - Hello, sister!) (1932-1933)

### Attore
- The Country Boy, regia di Frederick A. Thomson (1915)
- Captain Macklin, regia di John B. O'Brien (1915)
- The Failure, regia di Christy Cabanne (1915)
- Spettri (Ghosts), regia di George Nichols, John Emerson (1915)
- Farewell to Thee (1915)
- Old Heidelberg, regia di John Emerson (1915)
- Nascita di una nazione (Birth of a Nation), regia di David Wark Griffith (1915)
- The Social Secretary, regia di John Emerson (1916)
- L'eroico salvataggio del diretto di Atlantic (His Picture in the Papers), regia di John Emerson (1916)
- The Flying Torpedo (1916)
- Macbeth, regia di John Emerson (1916)
- Intolerance: Love's Struggle Throughout the Ages, regia di David Wark Griffith (1916)
- Panthea, regia di Allan Dwan (1917)
- Come divenni deputato, regia di John Emerson (1917)
- For France, regia di Wesley H. Ruggles (1917)
- Draft 258, regia di Christy Cabanne (1917)
- Douglas Fairbanks nella luna (Reaching for the Moon), regia di John Emerson (1917)
- Sylvia of the Secret Service, regia di George Fitzmaurice (1917)
- Who Goes There?, regia di William P.S. Earle (1917)
- Come divenni deputato (In Again, Out Again), regia di John Emerson (1917)
- Cuori del mondo (Hearts of the World), regia di David Wark Griffith (1918)
- The Heart of Humanity, regia di Allen Holubar (1918)
- Mariti ciechi (Blind Husbands), regia di Erich von Stroheim (1920)
- Femmine folli (Foolish Wives), regia di Erich von Stroheim (1922)
- Sinfonia nuziale (The Wedding March), regia di Erich von Stroheim (1926)
- Luna di miele (Honeymoon), regia di Erich von Stroheim (1928)
- Il gran Gabbo (The Great Gabbo), regia di James Cruze e, non accreditato, Erich von Stroheim (1929)
- Agente segreto Z1 (Three Face East), regia di Roy Del Ruth (1930)
- Come tu mi vuoi (As You Desire Me), regia di George Fitzmaurice (1930)
- L'ultima squadriglia (The Lost Squadron), regia di George Archainbaud (1932)
- La nuova ora (This Day and Age), regia di Cecil B. DeMille (1933)
- Alba di sangue (Crimson Romance), regia di David Howard (1934)
- The Crime of Dr. Crespi, regia di John H. Auer (1935)
- La grande illusione (La Grande Illusion), regia di Jean Renoir (1937)
- L'alibi, regia di Pierre Chenal (1937)
- Allarme a Gibilterra (Gibraltar), regia di Fëdor Ozep (1938)
- Tempeste (Tempête sur Paris), regia di Bernard Deschamps (1938)
- Ultimatum, regia di Robert Siodmak (1938)
- Gli scomparsi di Saint Agil (Les Disparus de Saint-Agil), regia di Christian-Jaque (1938)
- L'imboscata (Pièges), regia di Robert Siodmak (1939)
- Il mondo crollerà (Le Monde tremblera), regia di Richard Pottier (1939)
- Dietro la facciata (Derrière la façade), regia di Georges Lacombe, Yves Mirande (1939)
- Così finisce la nostra notte (So Ends Our Night), regia di John Cromwell (1941)
- Macao l'inferno del gioco (Macao, l'Enfer du jeu), regia di Jean Delannoy (1942)
- Fuoco a oriente (The North Star), regia di Lewis Milestone (1943)
- I cinque segreti del deserto (Five Graves to Cairo), regia di Billy Wilder (1943)
- La donna e il mostro (The Lady and the Monster), regia di George Sherman (1944)
- La fine della signora Wallace (The Great Flamarion), regia di Anthony Mann (1945)
- Lo sguardo che uccide (The Mask of Diijon), regia di Lew Landers (1946)
- Illusioni (La Foire aux chimères), regia di Pierre Chenal (1946)
- La prigioniera dell'isola (La Danse de mort), regia di Marcel Cravenne (1946)
- Non si muore così (On ne muert pas comme ça), regia di Jean Boyer (1946)
- Il segnale rosso (Le Signal rouge), regia di Ernst Neubach (1948)
- Ritratto di un assassino (Portrait d'un assassin), regia di Bernard Roland (1949)
- Viale del tramonto (Sunset Boulevard), regia di Billy Wilder (1950)
- La morte è discesa troppo presto (L'Envers du paradise), regia di Edmond T. Gréville (1952)
- La mandragora (Alraune), regia di Arthur Maria Rabenalt (1952)
- Napoleone Bonaparte (Napoléon), regia di Sacha Guitry (1955)

### Aiuto regia
- Less Than the Dust, regia di John Emerson (1916)
- The Social Secretary, regia di John Emerson (1916)
- L'eroico salvataggio del diretto di Atlantic (His Picture in the Papers), regia di John Emerson (1916)
- Panthea, regia di Allan Dwan (1917)
- Come divenni deputato (In Again, Out Again), regia di John Emerson (1917)

## Sceneggiatore
- I candelabri dello zar (The Emperor's Candlesticks), regia di George Fitzmaurice (1937)

### Consulente tecnico
- Sylvia of the Secret Service, regia di George Fitzmaurice (1917)

## Doppiatori italiani
- Aldo Silvani in La grande illusione, Viale del tramonto
- Mario Besesti in La donna e il mostro, La fine della signora Wallace
- Mario Ferrari in I cinque segreti del deserto
- Pino Locchi in Come tu mi vuoi (ridoppiaggio)

## Riconoscimenti
Premi Oscar 1951 – Candidatura all'Oscar al miglior attore non protagonista per Viale del tramonto